# Alps del Beaufortain

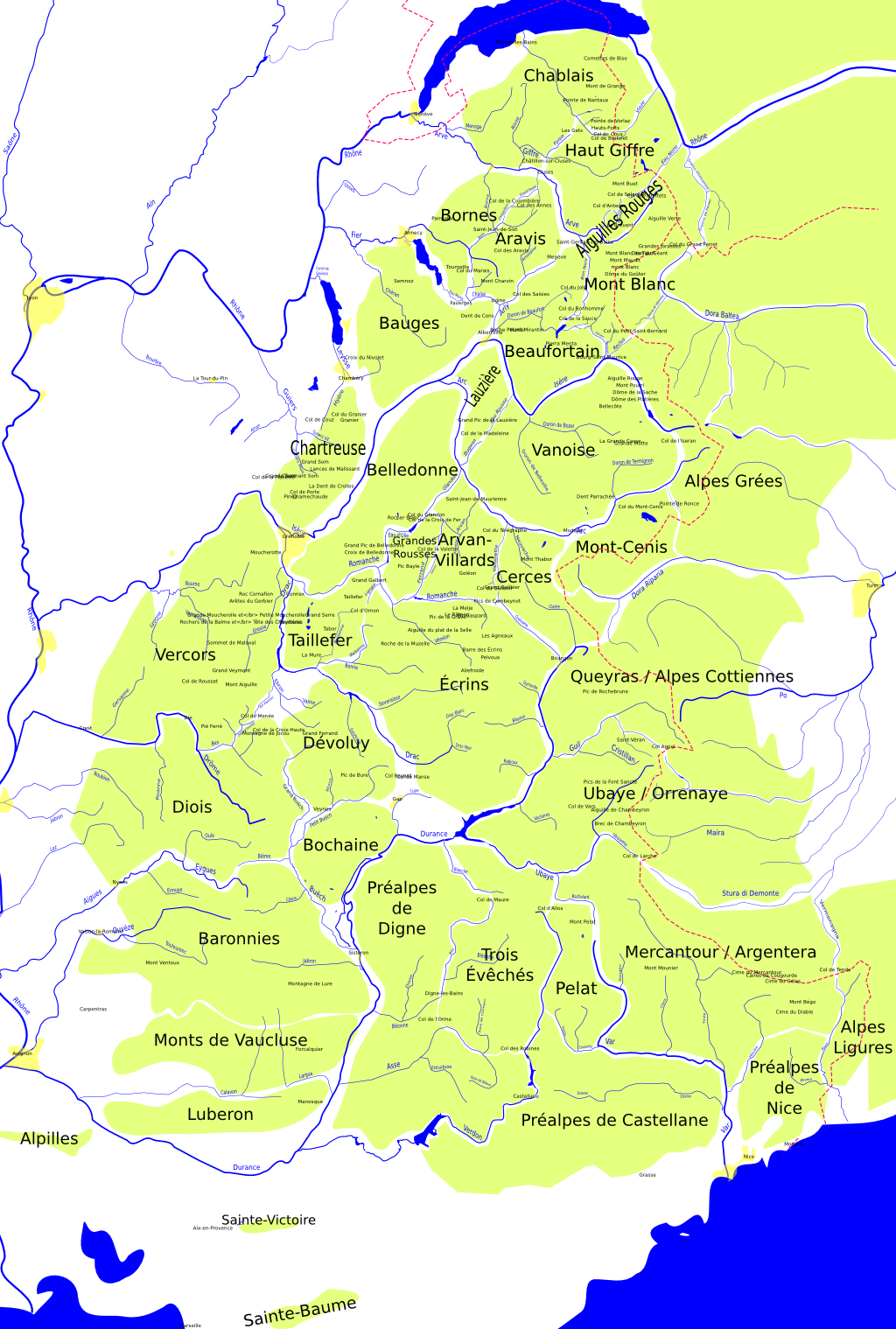
Divisions dels Alps francesos

Els Alps del Beaufortain són un grup muntanyós dins dels Alps de Graies francesos, a cavall entre els dos departaments de Savoia.

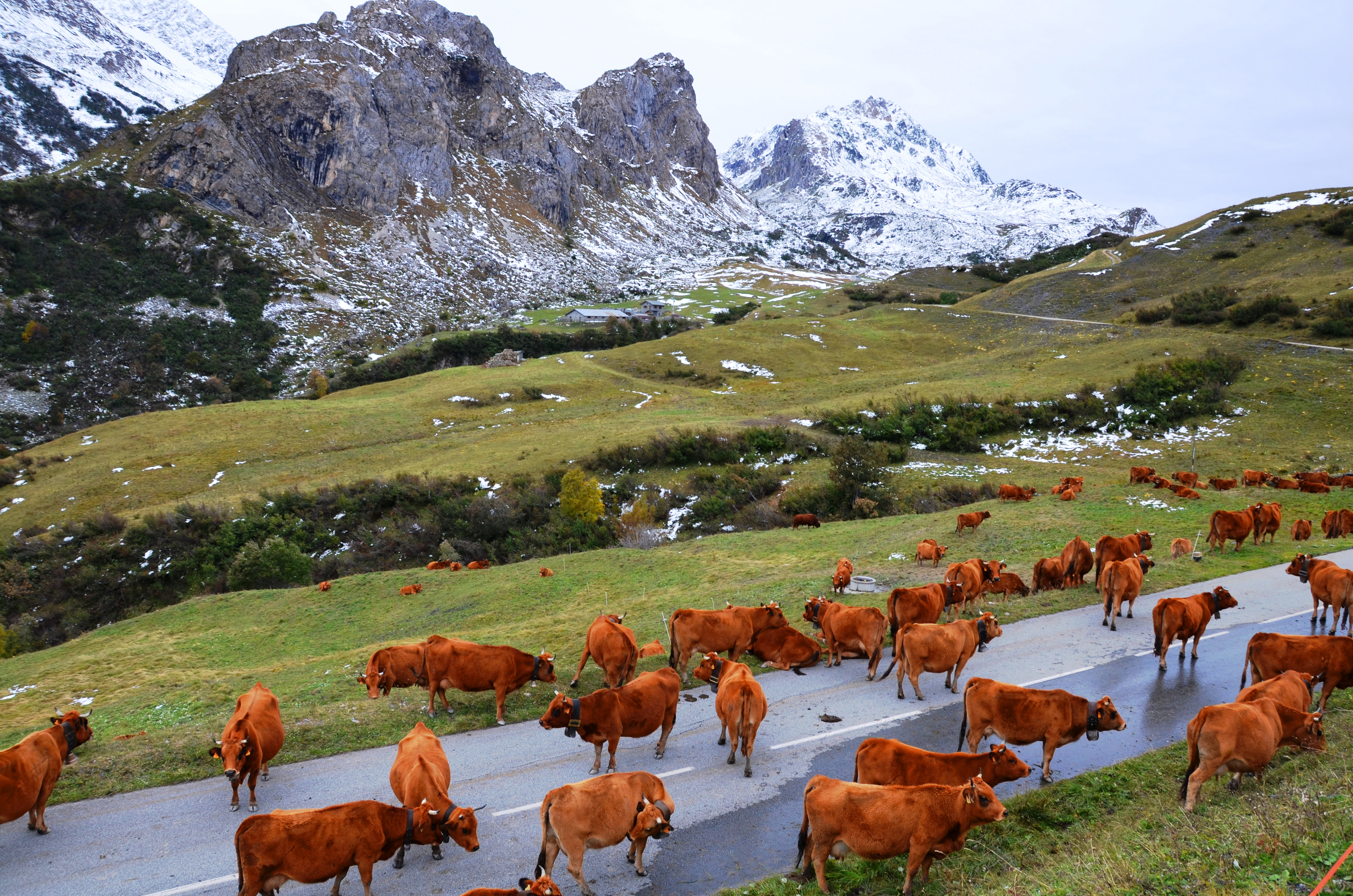
Vaques de la raça Tarentaise acabades de munyir a la mateixa carretera. Les Chapieux, a Bourg-Saint-Maurice

Està limitat per l'Isère (vall de la Tarentaise) al sud, l'Arly al nord-oest i el Bon-Nant al nord-est. També és travessada pels rius Dorinet i Doron de Beaufort de nord-est al sud-ouest, a Beaufort, i els seus afluents, que compartimenten d'alguna manera el massís. Està envoltat dels massissos d'Aravis, Bauges, Vanoise i el Mont Blanc.